# Rubén Sellés
Rubén Sellés Salvador (Valencia, 1983. június 15. –) spanyol labdarúgóedző, aki a Premier League-ben szereplő Southampton vezetőedzője.
Dolgozott csapatoknál edzőként Görögországban, Oroszországban, Azerbajdzsánban, Dániában, Spanyolországban és Angliában. A Valenciai Egyetemen szerzett mesterdiplomát sportpszichológiában és 25 évesen szerezte meg profi UEFA-edzői engedélyét.

## Pályafutás

### Southampton
2022. június 10-én Sellés elhagyta az FC København csapatát, hogy a Southampton edzője legyen, Ralph Hasenhüttl asszisztenseként. November 7-én Hasenhüttl-t kirúgta a Southampton, helyére Sellés-t nevezték ki átmeneti vezetőedzőnek, amíg ki nem nevezték Nathan Jones-t az osztrák edző utódjaként. Ez alatt az idő alatt egy mérkőzésen vezette a csapatot, a Sheffield Wednesday ellen a ligakupában, november 9-én.
2023 februárjában ismét átmenetileg nevezték ki a Szentek élére, miután kirúgták Jones-t. Első mérkőzésén 1–0-ra legyőzték a Chelsea csapatát. Február 24-én nevezték ki hivatalosan is vezetőedzőnek a szezon végéig.

## Statisztika
Frissítve: 2023. március 18-án
| Csapat                  | -tól              | -ig                | Eredmények | Eredmények | Eredmények | Eredmények | Eredmények |
| Csapat                  | -tól              | -ig                | M          | Gy         | D          | V          | Gy %       |
| ----------------------- | ----------------- | ------------------ | ---------- | ---------- | ---------- | ---------- | ---------- |
| Southampton (megbízott) | 2022. november 7. | 2022. november 10. | 1          | 0          | 1          | 0          | 0.0        |
| Southampton             | 2023. február 12. | napjainkig         | 7          | 2          | 2          | 3          | 28,6       |
| Total                   | Total             | Total              | 8          | 2          | 3          | 3          | 25,0       |